# Suraia
Suraia es una comuna ubicada en el distrito de Vrancea, Rumania.

## Superficie
Posee una superficie de 48,51 kilómetros cuadrados.

## Demografía
Hasta 2021 la población era de 5705 habitantes, con una densidad de población de 117,6 habitantes por kilómetro cuadrado.